# Erakkond
Az Erakkond, (magyarul: Remeteség) egy észt irodalmi csoport, melyet 1995-ben alapítottak Tartuban. Az irodalmi csoport 1996-ban jelent meg a nyilvánosság előtt. Nevéhez hasonlóan ez az irodalmi csoportosulás is csupán a laza, távolságtartó, ám egymást támogató irodalmi közeget jelenti tagjai számára. Nincsen közös esztétikai alapja, ám tagjai egymás irodalmi fejlődését ösztönzik és együttes közegük nagyobb esélyt ad tagjainak az olvasók figyelmének megragadásához, illetve a kritikusok figyelmét is jobban felkelti. Több közös kiadványt, irodalmi művet is publikált a csoport már.

## Kiadott műveik
- Üheksavägine, 1997
- Harakkiri, 1999
- Pilved asfaldile, 2000, (rövid történetek)
- Kaval kuuldaus, 2001, (versek és rövid történetek)
- Lugulaul, 2002 (észt kisregények)[1]
- Erakkond, CD, 2004

## A csoport tagjai
Az Erakkond irodalmi csoport tagjai a következő művészek: Aare Pilv, Andreas Kalkun, Berk Vaher, Kadri Tüür, Kalju Kruusa, Kristiina Ehin, Lauri Sommer, Marko Kompus, Margus Lattik (írói álnevén: Mathura), Mehis Heinsaar illetve Timo Maran.

## Fordítás
- Ez a szócikk részben vagy egészben  az   Erakkond című észt Wikipédia-szócikk ezen változatának fordításán alapul.  Az eredeti cikk szerkesztőit annak laptörténete sorolja fel. Ez a jelzés csupán a megfogalmazás eredetét és a szerzői jogokat jelzi, nem szolgál a cikkben szereplő információk forrásmegjelöléseként.